# Aloe dawei
Aloe dawei är en grästrädsväxtart som beskrevs av Alwin Berger. Aloe dawei ingår i släktet Aloe och familjen grästrädsväxter. Inga underarter finns listade i Catalogue of Life.

## Bildgalleri

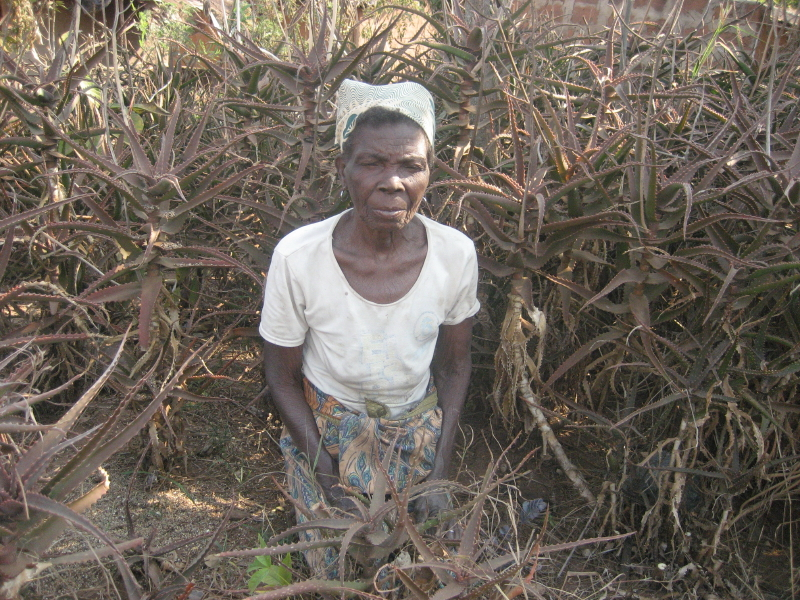